# Cromwell Fleetwood Varley
Pour les articles homonymes, voir Varley.
Cromwell Fleetwood Varley, (6 avril 1828 - 2 septembre 1883) était un ingénieur anglais, particulièrement associé au développement du télégraphe électrique et d'un des premiers câbles télégraphiques transatlantiques. Il s'est également intéressé à la parapsychologie et au spiritisme.

## La famille
Né à Kentish Town, Londres, Cromwell Fleetwood Varley est le deuxième d'une famille de dix enfants. Son père était Cornelius Varley, un membre actif de la Society of Arts (aujourd'hui Royal Society of Arts), surtout connu pour ses recherches scientifiques. Sa mère était Elizabeth Livermore Straker. Les frères de C.F. Varley, Samuel Alfred Varley et Frederick Henry Varley, étaient également des améliorateurs et des inventeurs dans le domaine de la télégraphie. La famille se croyait les descendants d'Oliver Cromwell et du général Charles Fleetwood, d'où ses prénoms. La famille était sandemanienne, faisant partie de la même congrégation que Michael Faraday, mais Varley n'a pas poursuivi son association avec la secte jusqu'à l'âge adulte. Un de ses cousins germains était le microscopiste Andrew Pritchard.

## Ingénieur en télégraphie
Varley rejoint la nouvelle Electric Telegraph Company en 1846, devient ingénieur en chef pour la région de Londres en 1852 et pour l'ensemble de la société en 1861. Il a mis au point de nombreuses techniques et instruments pour rechercher les erreurs et améliorer les performances du télégraphe. En 1870, il fait breveter le cymaphen, un type de télégraphe capable de transmettre la parole. Le premier câble télégraphique transatlantique tombe en panne en 1858 et Varley est nommé membre d'un comité d'enquête, créé conjointement par le Board of Trade et l'Atlantic Telegraph Company.
Le comité présente son rapport en 1861 et aboutit à la construction d'un second câble en 1865, Varley remplaçant Wildman Whitehouse en tant qu'électricien en chef. Malgré les difficultés rencontrées, le second câble est un succès et Varley met au point de nombreuses améliorations technologiques. Varley était un homme d'affaires avisé et le partenariat qu'il forma avec le 1er baron Kelvin et Fleeming Jenkin pour exploiter leurs inventions télégraphiques respectives rapporta d'importants bénéfices aux trois hommes.

## Spiritisme
Il était favorable aux revendications du spiritisme et a mené des recherches avec son collègue physicien William Crookes en utilisant un galvanomètre pour mesurer les phénomènes supposés.

## Rayons cathodiques
En 1871, il rédige un article scientifique suggérant que les rayons cathodiques sont des flux de particules d'électricité. Varley pense que le rayonnement cathodique est causé par la collision de particules. Sa conviction était basée sur l'idée que, puisque les rayons étaient déviés en présence d'un aimant, ces particules devaient être considérées comme porteuses d'une charge électrique. Cela l'a amené à penser que les particules chargées électriquement devaient être déviées par la présence d'un champ électrique. Il n'a jamais pu le prouver.

## Scandale
Varley a eu deux fils et deux filles avec sa première femme, Ellen Cayley (née Rouse) (1837-1920), qu'il a épousée le 4 octobre 1855. Les enfants s'appellent Hebe, Ada alias Nard Almayne (1856-1928), Cromwell Oliver (1857-1934) et Fleetwood E. Varley. Au retour d'un voyage à l'étranger, il découvre que sa femme est partie avec Ion Perdicaris, un riche Américain d'origine grecque. Après le divorce prononcé en 1873, elle et les enfants s'installent avec Perdicaris à Tanger, au Maroc. En 1904, le fils aîné de Varley, également appelé Cromwell, est enlevé avec Perdicaris par Mulai Ahmed er Raisuni, ce qui déclenche un incident international (voir affaire Perdicaris) avant que les deux hommes ne soient libérés sains et saufs.
Le 11 janvier 1877, Varley épouse Heleanor Jessie Smith, fille du capitaine Charles Smith de Forres, en Écosse.

## Décès
C.F. Varley meurt à Cromwell House, Bexleyheath, dans le Kent, en 1883, à l'âge de 55 ans, de causes non divulguées.

## Distinctions
- Membre de l'Institution of Civil Engineers, (1865)[3];
- Membre de la Royal Society, (1871)[3];
- Membre fondateur de la Society of Telegraph Engineers, qui deviendra l'Institution of Electrical Engineers[3].

## Source
- (en) Cet article est partiellement ou en totalité issu de l’article de Wikipédia en anglais intitulé « C. F. Varley » (voir la liste des auteurs).